# Kanton Mamers
Der Kanton Mamers ist seit 1790 ein französischer Wahlkreis im Arrondissement Mamers, im Département Sarthe und in der Region Pays de la Loire; sein Hauptort ist Mamers.

## Gemeinden
Der Kanton besteht aus 44 Gemeinden mit insgesamt 26.334 Einwohnern (Stand: 1. Januar 2022) auf einer Gesamtfläche von 528,24 km²:
| Gemeinde                   | Einwohner 1. Januar 2022 | Fläche km² | Dichte Einw./km² | Code INSEE | Postleitzahl |
| -------------------------- | ------------------------ | ---------- | ---------------- | ---------- | ------------ |
| Aillières-Beauvoir         | 199                      | 15,07      | 13               | 72002      | 72600        |
| Arçonnay                   | 1.897                    | 7,85       | 242              | 72006      | 72610        |
| Avesnes-en-Saosnois        | 88                       | 5,68       | 15               | 72018      | 72260        |
| Blèves                     | 129                      | 2,04       | 63               | 72037      | 72600        |
| Champfleur                 | 1.303                    | 13,14      | 99               | 72056      | 72610        |
| Chenay                     | 259                      | 2,16       | 120              | 72076      | 72610        |
| Commerveil                 | 138                      | 5,64       | 24               | 72086      | 72600        |
| Congé-sur-Orne             | 320                      | 11,24      | 28               | 72088      | 72290        |
| Contilly                   | 135                      | 12,48      | 11               | 72091      | 72600        |
| Courgains                  | 585                      | 14,66      | 40               | 72104      | 72260        |
| Dangeul                    | 482                      | 13,64      | 35               | 72112      | 72260        |
| Les Aulneaux               | 107                      | 8,17       | 13               | 72015      | 72600        |
| Les Mées                   | 105                      | 6,80       | 15               | 72192      | 72260        |
| Louvigny                   | 175                      | 8,71       | 20               | 72170      | 72600        |
| Louzes                     | 104                      | 8,24       | 13               | 72171      | 72600        |
| Lucé-sous-Ballon           | 105                      | 6,78       | 15               | 72174      | 72290        |
| Mamers                     | 5.080                    | 5,05       | 1.006            | 72180      | 72600        |
| Marollette                 | 159                      | 5,70       | 28               | 72188      | 72600        |
| Marolles-les-Braults       | 2.038                    | 24,19      | 84               | 72189      | 72260        |
| Meurcé                     | 272                      | 6,16       | 44               | 72194      | 72170        |
| Mézières-sur-Ponthouin     | 735                      | 17,88      | 41               | 72196      | 72290        |
| Moncé-en-Saosnois          | 234                      | 8,81       | 27               | 72201      | 72260        |
| Monhoudou                  | 207                      | 7,52       | 28               | 72202      | 72260        |
| Nauvay                     | 12                       | 2,71       | 4                | 72214      | 72260        |
| Neufchâtel-en-Saosnois     | 1.023                    | 23,41      | 44               | 72215      | 72600        |
| Nouans                     | 255                      | 9,96       | 26               | 72222      | 72260        |
| Panon                      | 33                       | 2,37       | 14               | 72227      | 72600        |
| Peray                      | 71                       | 2,45       | 29               | 72233      | 72260        |
| Pizieux                    | 74                       | 4,51       | 16               | 72238      | 72600        |
| René                       | 390                      | 12,52      | 31               | 72251      | 72260        |
| Saint-Aignan               | 246                      | 15,13      | 16               | 72265      | 72110        |
| Saint-Calez-en-Saosnois    | 185                      | 7,19       | 26               | 72270      | 72600        |
| Saint-Cosme-en-Vairais     | 1.884                    | 32,63      | 58               | 72276      | 72110        |
| Saint-Longis               | 511                      | 11,22      | 46               | 72295      | 72600        |
| Saint-Paterne - Le Chevain | 2.090                    | 12,93      | 162              | 72308      | 72610        |
| Saint-Pierre-des-Ormes     | 212                      | 10,12      | 21               | 72313      | 72600        |
| Saint-Rémy-des-Monts       | 705                      | 10,12      | 70               | 72316      | 72600        |
| Saint-Rémy-du-Val          | 498                      | 16,54      | 30               | 72317      | 72600        |
| Saint-Vincent-des-Prés     | 503                      | 10,51      | 48               | 72324      | 72600        |
| Saosnes                    | 218                      | 11,25      | 19               | 72326      | 72600        |
| Thoigné                    | 165                      | 7,31       | 23               | 72354      | 72260        |
| Vezot                      | 77                       | 6,35       | 12               | 72372      | 72600        |
| Villaines-la-Carelle       | 137                      | 14,70      | 9                | 72374      | 72600        |
| Villeneuve-en-Perseigne    | 2.189                    | 86,70      | 25               | 72137      | 72600        |
| Kanton Mamers              | 26.334                   | 528,24     | 50               | 7209       | –            |

Bis zur landesweiten Neugliederung der Kantone im März 2015 bestand der Kanton Mamers aus den 18 Gemeinden Commerveil, Contilly, Les Mées, Louvigny, Mamers, Marollette, Panon, Pizieux, Saint-Calez-en-Saosnois, Saint-Cosme-en-Vairais, Saint-Longis, Saint-Pierre-des-Ormes, Saint-Rémy-des-Monts, Saint-Rémy-du-Val, Saint-Vincent-des-Prés, Saosnes, Vezot und Villaines-la-Carelle. Sein Zuschnitt entsprach einer Fläche von 181,89 km2. Er besaß vor 2015 einen anderen INSEE-Code als heute, nämlich 7218.

## Veränderungen im Gemeindebestand seit der landesweiten Neuordnung der Kantone
2019: Fusion Marolles-les-Braults und Dissé-sous-Ballon → Marolles-les-Braults
2017: Fusion Le Chevain und Saint-Paterne → Saint-Paterne - Le Chevain

## Bevölkerungsentwicklung
| 1962   | 1968   | 1975   | 1982   | 1990   | 1999   | 2006   | 2016   |
| ------ | ------ | ------ | ------ | ------ | ------ | ------ | ------ |
| 11.390 | 11.916 | 12.111 | 12.011 | 11.612 | 11.638 | 11.472 | 26.972 |